# Scharfenberg (Ruhla)
Der Scharfenberg ist ein kegelförmiger, vollständig bewaldeter, 396,1 m hoher Berg im Ruhlaer Stadtteil Thal im Wartburgkreis in Thüringen.
Der Scharfenberg befindet sich im Erbstromtal und trägt in Gipfellage die Burgruine der mittelalterlichen Scharfenburg. Am Südhang des Scharfenberges wurde zeitweise auch Bergbau (auf Kupfererz) betrieben. 